# Fe (nombre)
Fe es un nombre propio femenino de origen latino en su variante en español. Proviene de fides, «fe, creencia, confianza».

## Santoral
1 de agosto: Santa Fe, virgen y mártir.
| Variantes en otras lenguas | Variantes en otras lenguas |
| -------------------------- | -------------------------- |
| Español                    | Fe                         |
| Alemán                     | Fides                      |
| Bosnio                     | Vjera                      |
| Bretón                     | Feiz                       |
| Búlgaro                    | Вяра (Vjara)               |
| Catalán                    | Fe                         |
| Checo                      | Věra                       |
| Corso                      | Fedi                       |
| Eslovaco                   | Viera                      |
| Esperanto                  | Fido                       |
| Euskera                    | Pide, Onusle               |
| Francés                    | Foi, Foy                   |
| Galés                      | Ffydd                      |
| Griego                     | Πίστις (Pístis)            |
| Inglés                     | Faith                      |
| Italiano                   | Fede                       |
| Latín                      | Fides                      |
| Polaco                     | Wiara                      |
| Portugués                  | Fé                         |
| Ruso                       | Вера (Vera)                |
| Serbio                     | Вера (Vera)                |